# 蜜柑色
蜜柑色（みかんいろ）とは、色の一つで、蜜柑の果実のような色である。

## 概要
日本工業規格ではJIS Z 8102において、右に示すように蜜柑色を定義している。JIS A 1105（細骨材の有機不純物試験方法）においては、蜜柑色の色見本を標準色液の代用としてもよいことが定められている。